# Jules de Cuverville
Jules de Cuverville, mit vollem Namen: Jules Marie Armand de Cavelier de Cuverville (* 28. Juli 1834 in Allineuc Département Côtes-d’Armor, Bretagne, Frankreich; † 14. März 1912 in Paris), war ein französischer Admiral und Politiker.

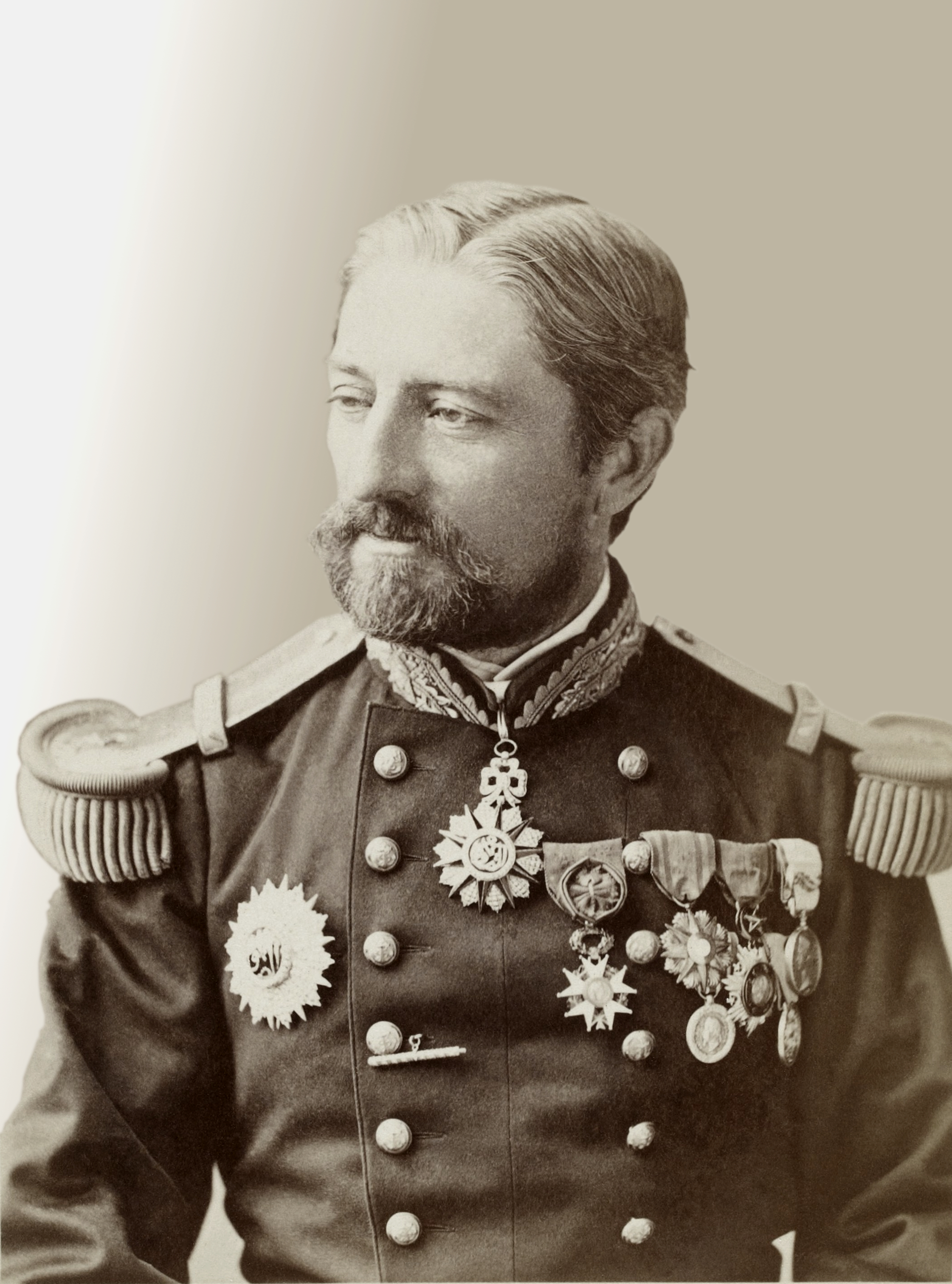
Jules de Cavelier de Cuverville

## Leben
De Cuverville stammt aus einer adligen Familie, die unter anderem Schildknappen der Könige von Frankreich waren. Seine direkten Vorfahren waren bereits Seefahrer. Nach dem Schulbesuch in Redon und Rennes trat er 1850 in die Französische Marineschule in Lauvéoc ein. 1854 nahm er an den Kämpfen auf der Krim vor Sewastopol teil und war in den Jahren 1871/1872 Adjutant des Gouverneurs von Algerien, des Admirals Louis Henri de Gueydon. Er wurde als Marineoffizier vor der Küste Westafrikas eingesetzt.
1893 befördert man De Cuverville zum Vizeadmiral befördert, wodurch er Mitglied des Obersten Marinerats wurde. Er war Kommandant des Mittelmeergeschwaders und in den Jahren 1898 bis 1899 Chef des Generalstabs der französischen Marine.
Als Politiker war de Cuverville ein prominentes Mitglied der katholischen, republiktreuen Action libérale populaire und war als Senator für das Département Finistère von 1901 bis kurz vor seinem Tod 1912 tätig. Er vertrat vehement zwei Ziele: die Verteidigung der Kirche und die Wahrung der Interessen der Marine.
De Cuverville starb in Paris, als ihn ein Auto beim Überqueren der Straße überfuhr.

## Veröffentlichungen
- Le Canada et les intérêts français, J. André, Paris 1898 (dt.: Kanada und die französischen Interessen)
- Vorwort zu: P. A. de Salinis; Le Protectorat français sur la Côte des Esclaves. La campagne du „Sané“ (1889-1890), Perrin, Paris 1908
- La Marine française, M. Rivière, Paris 1911

## Sonstiges
- Eine Statue des Bildhauers Louis Daumas im Hafen von Toulon mit dem Titel Genius der Seefahrt steht dort seit 1847. Im Volksmund wird sie L'Amiral de Cuverville genannt.
- Eine Felseninsel der Antarktis vor der Küste von Grahamland erhielt von ihrem Entdecker Adrien de Gerlache de Gomery, dem Leiter der belgischen Belgica-Expedition der Jahre 1897 bis 1899, den Namen Cuverville Island.